# Jack Jeffers
Jack Jeffers (Montserrat, 10 december 1928) is een Amerikaanse jazz-musicus. Hij speelt bastrombone en tuba en is arrangeur.

## Biografie
Jeffers’ moeder speelde piano en kerkorgel. Hij studeerde rond 1950 in Boston trombone en werkte in de huisband van Howard Theatre in Washington D.C.. In de tweede helft van de jaren 50 speelde hij bij Buddy Johnson en Warren Smith, in 1960 bij Lionel Hampton. Halverwege de jaren 60 werkte hij bij het orkest van Charlie Barnet, waarmee hij zijn eerste opnames maakte, in de jaren erna speelde hij met Warren Smith en het Composers Workshop Orchestra, alsook met het Jazz Composer’s Orchestra rond Michael Mantler. Hij trad in 1968 in de bigband van Dizzy Gillespie op tijdens het Newport Jazz Festival. Hij werkte verder aan Carla Bley's Escalator over the Hill mee en werkte rond 1970 met Herbie Hancock, Ernie Wilkins, Clark Terry, Hermeto Pascoal, Houston Person en Thad Jones. In de jaren 70 speelde hij mee op opnames van o.m. Charles Earland, Cal Tjader, Randy Weston, Ella Fitzgerald, Grachan Moncur III (Echoes of Prayer), Charles Tolliver, Anthony Braxton, Yusef Lateef en Harold Wick. In de jaren 80 werkte hij met Lena Horne, Charlie Haden (The Ballad of the Fallen) en Muhal Richard Abrams, en in het decennium erna was hij betrokken bij bigband-projecten van Nancie Banks, Chico O’Farrill, Arturo O’Farrill, Louie Bellson en Jimmy Heath. Hij arrangeerde muziek voor zijn eigen groepen: in 1995 nam hij met zijn New York Classics-bigband het album New York Dances op (Mapleshade Records). Op de plaat speelden o.m. James Zollar, Bill Easely en Warren Smith mee. In de jazz was hij tussen 1966 en 2011 betrokken bij 84 opnamesessies. Jeffers werkte bovendien vaak als studiomuzikant en was betrokken bij Broadway-producties.

## Bron
- Leonard Feather, Ira Gitler: The Biographical Encyclopedia of Jazz. Oxford University Press, Oxford etc. 1999; ISBN 978-0-19-532000-8